# Вальтер фон Гіппель
Вальтер Ернст Георг Людвіг фон Гіппель (нім. Walter Ernst Georg Ludwig von Hippel; 27 травня 1897 — 29 листопада 1972) — німецький офіцер, генерал-лейтенант люфтваффе. Кавалер Лицарського хреста Залізного хреста.

## Біогарфія
Після початку Першої світової війни 8 серпня 1914 року вступив в 94-й піхотний полк, з грудня 1914 року — командир взводу. 11 березня 1915 року важко поранений. Після одужання 6 жовтня 1915 року призначений командиром роти (до серпня 1916), з 2 вересня 1918 року — командир 1-го батальйону свого полку. 8 жовтня 1918 року поранений і взятий у полон британськими військами. За бойові заслуги нагороджений численними нагородами.
Після демобілізації армії залишений в рейхсвері, служив у піхоті, командував взводом, служив в різних штабах. З 1 квітня 1933 року — командир роти 9-го піхотного полку, з 22 травня 1934 року — начальник кулеметного випробувального командування в Деберіці. Закінчив курси ППО (1934). З 25 вересня 1934 року — командир роти транспортного (зенітного) дивізіону «Бранденбург», який 1 квітня 1935 року переданий люфтваффе. З 1 січня 1936 року — ад'ютант, з 1 квітня 1936 року — начальник оперативного відділу штабу командувача ППО 2-го військового округу. З 1 квітня 1938 року — начальник штабу 4-ї авіаційної області (Дрезден). З 15 жовтня 1938 року — командир 4-го, з 15 листопада 1938 року — 2-го, з 27 січня 1939 року — 4-го батальйону полку «Герман Герінг».
1 жовтня 1939 року призначений командиром 102-го моторизованого зенітного полку. До Французької кампанії бився в складі 1-го зенітного корпусу 3-го повітряного флоту. Його частина була передана 19-му армійському корпусу генерала Гудеріана. З 6 липня 1940 року — командир 43-го зенітного полку (Дессау), з 8 вересня 1940 року — інструктор з тактики Академії люфтваффе в Берліні-Гатові. 4 лютого 1941 року призначений командиром зенітної бригади особливого призначення (пізніше — 1-ша бригада), потім 10-ї зенітної бригади. З 1 липня 1942 року — командир 3-ї зенітної дивізії (Гамбург), з 20 квітня 1944 року — 25-ї зенітної дивізії, що діяла в Північній Італії. 1 лютого 1945 року призначений командувачем зенітними частинами 10-ї армії в Італії і командиром 27-ї зенітної дивізії, одночасно з 1 травня 1944 року — вищий командувач зенітною артилерією в Італії. 8 травня 1945 року взятий в полон британськими військами. 12 травня 1948 року звільнений.

## Звання
- Фенріх з портупеєю (8 серпня 1914)
- Фенріх з шпагою (21 грудня 1914)
- Лейтенант (24 грудня 1914)
- Обер-лейтенант (10 серпня 1935)
- Ротмістр (1 квітня 1931)
- Гауптман (1 жовтня 1932)
- Майор (1 січня 1936)
- Оберст-лейтенант (1 січня 1939)
- Оберст (19 липня 1940)
- Генерал-майор (1 квітня 1943)
- Генерал-лейтенант (1 серпня 1944)

## Нагороди
- Залізний хрест
  - 2-го класу (16 березня 1915)
  - 1-го класу (27 травня 1917)
- Орден Білого Сокола, лицарський хрест 2-го класу з мечами (22 березня 1915)
- Військовий Хрест Вільгельма-Ернста (8 серпня 1917)
- Орден дому Саксен-Ернестіне, лицарський хрест 2-го класу з мечами (18 липня 1918)
- Нагрудний знак «За поранення» в сріблі (вересень 1918)
- Медаль «За відвагу» (Гессен) (1 жовтня 1918)
- Почесна шпага за заслуги 1914/1918 (18 січня 1919)
- Почесний хрест ветерана війни з мечами
- Медаль «За вислугу років у Вермахті» 4-го, 3-го, 2-го і 1-го класу (25 років)
- Застібка до Залізного хреста
  - 2-го класу (15 травня 1940)
  - 1-го класу (1 червня 1940)
- Лицарський хрест Залізного хреста (29 липня 1940)
- Нагрудний знак зенітної артилерії люфтваффе (25 серпня 1941)
- Нагрудний знак люфтваффе «За наземний бій» (13 жовтня 1942)

## Біографія
- Біографія Вальтера фон Гіппеля. [Архівовано 1 січня 2020 у Wayback Machine.]
- Нагороди Вальтера фон Гіппеля.